# The Imaginarium of Doctor Parnassus
The Imaginarium of Doctor Parnassus är en fantasy-, äventyrs- och mysteriefilm regisserad av Terry Gilliam, som också skrivit manus tillsammans med Charles McKeown. I filmen tar ledaren av ett resande teatersällskap, genom en pakt med Djävulen, publiken med på en resa genom en magisk spegel för att utforska deras fantasier.

## Handling
Handlingen startar i nutid, där den odödlige, tusenårige Doktor Parnassus (Plummer) leder ett resande teatersällskap som erbjuder publiken en chans att bege sig bortom verkligheten med hjälp av en magisk spegel som han har i sin ägo. Bland medlemmarna i gruppen finns den fingerfärdige experten Anton (Andrew Garfield), och dvärgen Percy (Verne Troyer). Parnassus har möjligheten att guida andras fantasier genom en pakt med Djävulen (Waits), som nu kommer för att ta det han förtjänar, nämligen doktorns dotter (Lily Cole). Gruppen, som får sällskap av en mystisk nykomling vid namn Tony (spelad av Ledger, Depp, Law, och Farrell), ger sig av på en resa genom parallella världar för att rädda flickan.

## Roller (urval)
| Skådespelare        | Roll             |
| ------------------- | ---------------- |
| Heath Ledger        | Tony             |
| Johnny Depp         | Tony             |
| Jude Law            | Tony             |
| Colin Farrell       | Tony             |
| Christopher Plummer | Doktor Parnassus |
| Tom Waits           | Djävulen         |
| Lily Cole           | Valentina        |
| Andrew Garfield     | Anton            |
| Verne Troyer        | Percy            |

## Produktion
Regissören Terry Gilliam och manusförfattaren Charles McKeown skrev manuset för The Imaginarium of Doctor Parnassus, vilket är deras senaste samarbete sedan filmen Baron Münchausens äventyr (1988). Gilliam beskrev projektet som en "fun and humorous story about the consequences of our personal choices in life", och förklarade sitt mål med filmen: "It's autobiographical. I'm trying to bring a bit of fantasticality to London, an antidote to modern lives. I loved this idea of an ancient traveling show offering the kind of storytelling and wonder that we used to get, to people who are just into shoot-em-up action films." Filmen fick en budget på $30 million, vilket oftast anses vara högt för en självständig produktion. Produktionen började i december 2007 i London, vid kända landmärken som Battersea Power Station, Tower Bridge, och St. Paul's Cathedral. Resterande delen av produktionen planeras att hållas vid studion i Vancouver.
Den 22 januari 2008, stördes produktionen av Heath Ledgers död i New York. Ledgers inblandning i filmen var en "nyckelroll" i filmens finansiering. Även om produktionen lades ner den 24 januari, så kunde Gilliam "rädda" filmen, genom att ta hjälp av skådespelarna Johnny Depp, Colin Farrell och Jude Law och låta dessa spela Heath Ledgers alternativa jag när han reser genom den magiska rymden. Efter att ha anlitat trion, fortsatte filminspelningarna i Vancouver i mars 2008. Depp, Law och Farrell planerar att donera sitt gage för rollen till Ledgers unga dotter Matilda.